# Banteux
Banteux est une commune française située dans le département du Nord, en région Hauts-de-France.

### Description

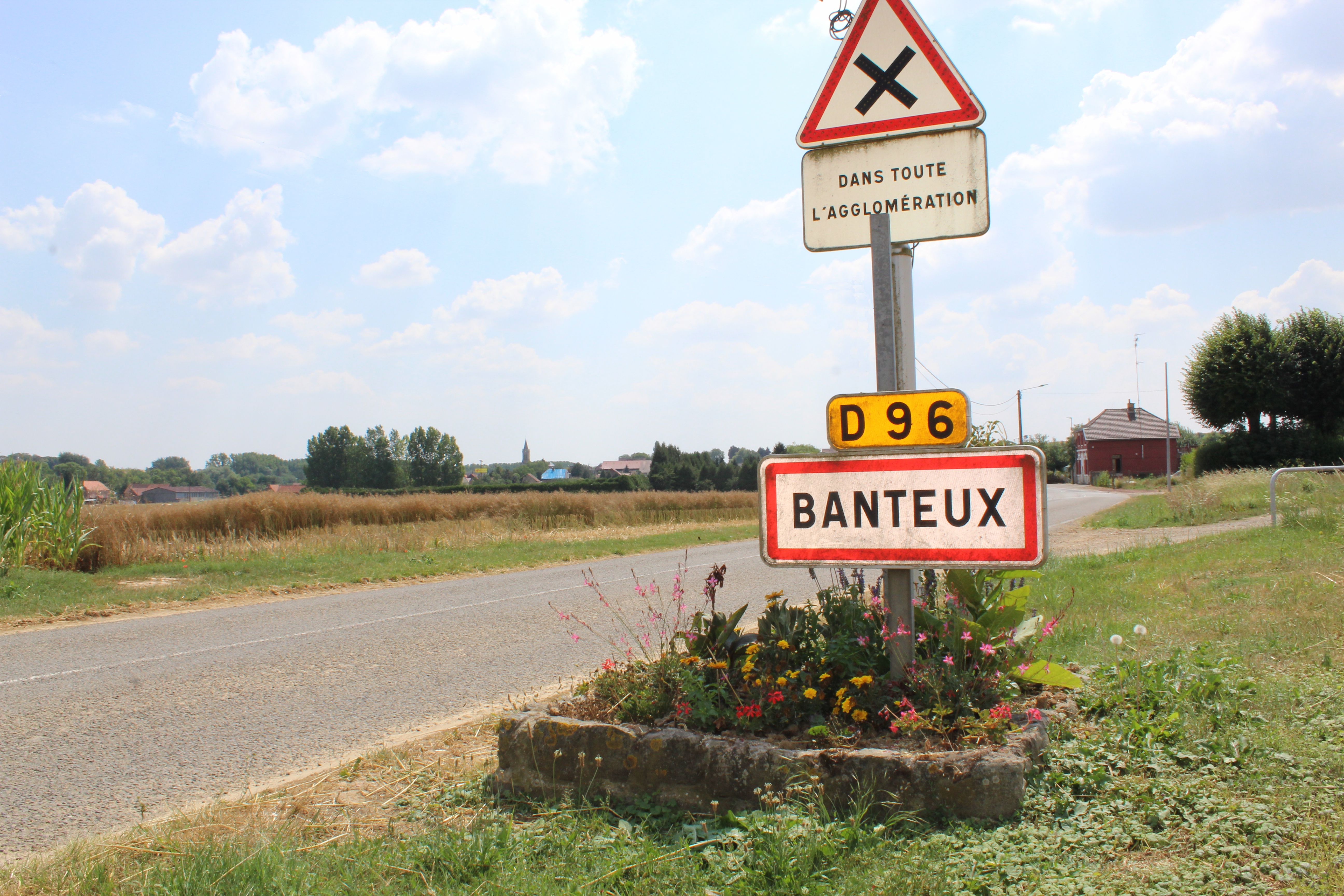
Entrée du village.

## Géographie

### Communes limitrophes
| Villers-Plouich  | Les Rues-des-Vignes   | Les Rues-des-Vignes |
| Gonnelieu        | Banteux               | Bantouzelle         |
| Villers-Guislain | Honnecourt-sur-Escaut | Bantouzelle         |

### Hydrographie

#### Réseau hydrographique
La commune est située dans le bassin Artois-Picardie. Elle est drainée par la rivière Escaut, le canal de St-Quentin vers l'Escaut canalisée et le Banteux,,.
La Rivière Escaut, d'une longueur de 30 km, prend sa source dans la commune de Honnecourt-sur-Escaut et se jette  dans l'Escaut canalisée à Neuville-Saint-Rémy, après avoir traversé 13 communes.
Le canal de Saint-Quentin, long de 92,5 km, assure la jonction entre l'Oise, la Somme et l'Escaut et met en relation le Bassin parisien, le Nord de la France et la Belgique.

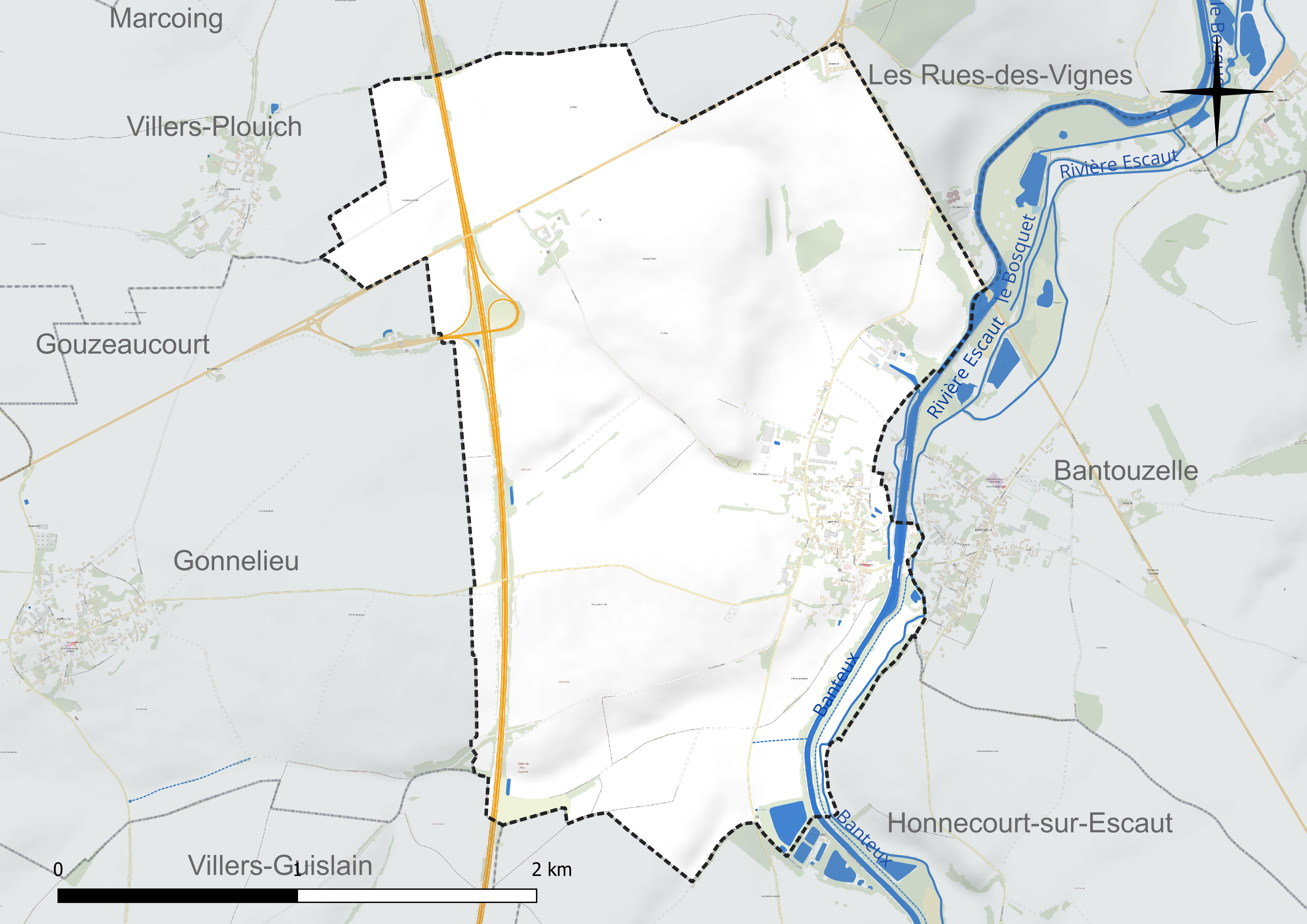
Réseau hydrographique de Banteux.

#### Gestion et qualité des eaux
Le territoire communal est couvert par le schéma d'aménagement et de gestion des eaux (SAGE) « Escaut ». Ce document de planification concerne un territoire de 2 005 km2 de superficie, délimité par le bassin versant de l'Escaut. Le périmètre a été arrêté le 9 juin 2006 et le SAGE proprement dit a été approuvé le 13 juillet 2021. La structure porteuse de l'élaboration et de la mise en œuvre est le syndicat mixte Escaut et Affluents (SyMEA).
La qualité des cours d'eau peut être consultée sur un site dédié géré par les agences de l'eau et l'Agence française pour la biodiversité.

### Climat
Pour des articles plus généraux, voir Climat des Hauts-de-France et Climat du Nord.
En 2010, le climat de la commune est de type climat océanique dégradé des plaines du Centre et du Nord, selon une étude du CNRS s'appuyant sur une série de données couvrant la période 1971-2000. En 2020, Météo-France publie une typologie des climats de la France métropolitaine dans laquelle la commune est exposée à un climat océanique et est dans la région climatique Nord-est du bassin Parisien, caractérisée par un ensoleillement médiocre, une pluviométrie moyenne régulièrement répartie au cours de l'année et un hiver froid (3 °C).
Pour la période 1971-2000, la température annuelle moyenne est de 10,2 °C, avec une amplitude thermique annuelle de 15,3 °C. Le cumul annuel moyen de précipitations est de 698 mm, avec 12,4 jours de précipitations en janvier et 9,3 jours en juillet. Pour la période 1991-2020, la température moyenne annuelle observée sur la station météorologique la plus proche, située sur la commune de Douai à 35 km à vol d'oiseau, est de 11,0 °C et le cumul annuel moyen de précipitations est de 729,2 mm,. Pour l'avenir, les paramètres climatiques de la commune estimés pour 2050 selon différents scénarios d'émission de gaz à effet de serre sont consultables sur un site dédié publié par Météo-France en novembre 2022.

## Urbanisme

### Typologie
Au 1er janvier 2024, Banteux est catégorisée commune rurale à habitat dispersé, selon la nouvelle grille communale de densité à sept niveaux définie par l'Insee en 2022.
Elle est située hors unité urbaine. Par ailleurs la commune fait partie de l'aire d'attraction de Cambrai, dont elle est une commune de la couronne,. Cette aire, qui regroupe 64 communes, est catégorisée dans les aires de 50 000 à moins de 200 000 habitants,.

### Occupation des sols
L'occupation des sols de la commune, telle qu'elle ressort de la base de données européenne d'occupation biophysique des sols Corine Land Cover (CLC), est marquée par l'importance des territoires agricoles (92,9 % en 2018), en diminution par rapport à 1990 (93,9 %). La répartition détaillée en 2018 est la suivante : 
terres arables (88,5 %), zones urbanisées (6,5 %), prairies (4,3 %), forêts (0,6 %). L'évolution de l'occupation des sols de la commune et de ses infrastructures peut être observée sur les différentes représentations cartographiques du territoire : la carte de Cassini (XVIIIe siècle), la carte d'état-major (1820-1866) et les cartes ou photos aériennes de l'IGN pour la période actuelle (1950 à aujourd'hui).

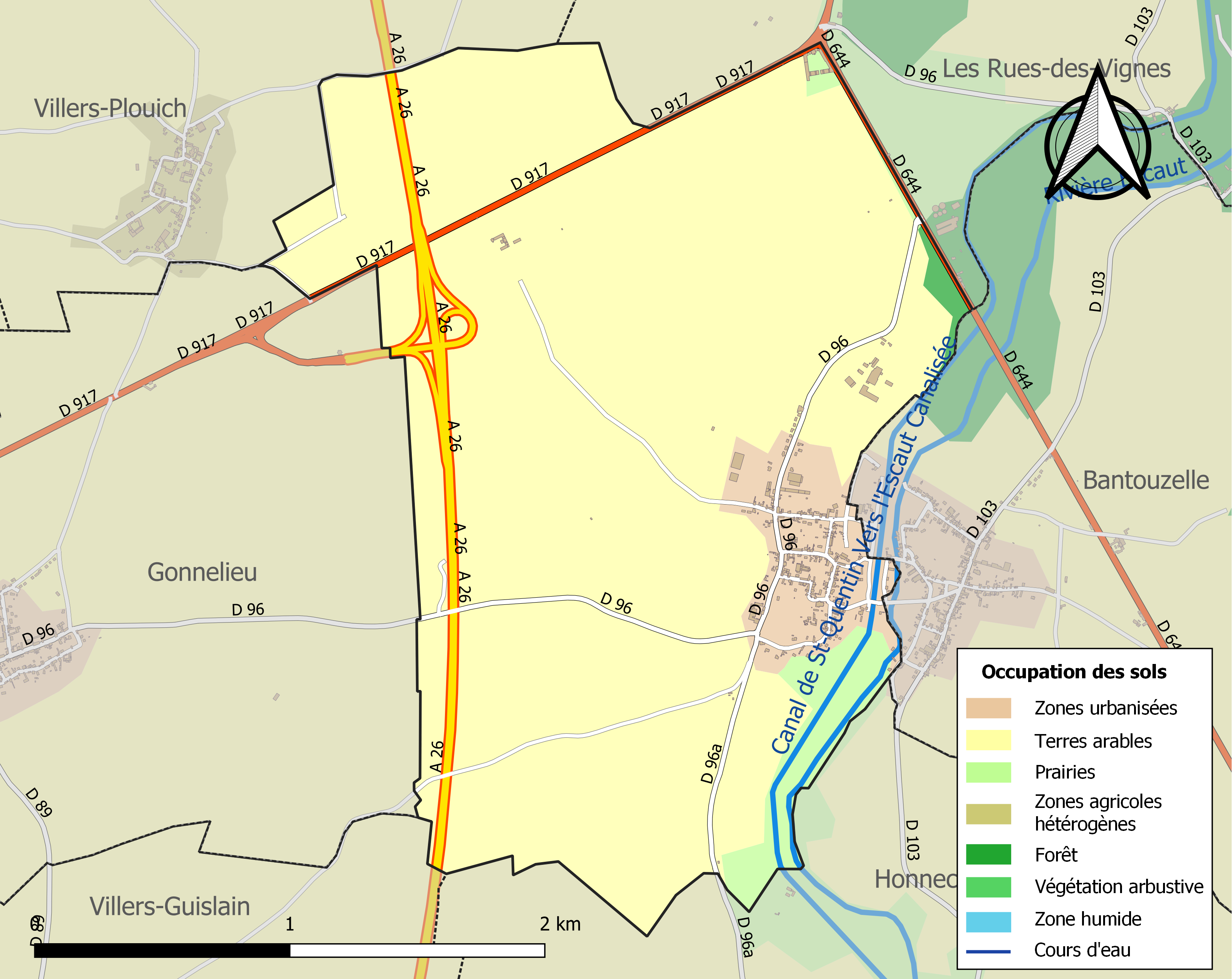
Carte des infrastructures et de l'occupation des sols de la commune en 2018 (CLC).

### Habitat et logement
En 2019, le nombre total de logements dans la commune était de 153, alors qu'il était de 149 en 2014 et de 143 en 2009.
Parmi ces logements, 89,5 % étaient des résidences principales, 3,3 % des résidences secondaires et 7,2 % des logements vacants. Ces logements étaient pour 96,7 % d'entre eux des maisons individuelles et pour 2,6 % des appartements.
Le tableau ci-dessous présente la typologie des logements à Banteux en 2019 en comparaison avec celle du Nord et de la France entière. Une caractéristique marquante du parc de logements est ainsi une proportion de résidences secondaires et logements occasionnels (3,3 %) supérieure à celle du département (1,6 %) et à celle de la France entière (9,7 %). Concernant le statut d'occupation de ces logements, 80,9 % des habitants de la commune sont propriétaires de leur logement (81,2 % en 2014), contre 54,7 % pour le Nord et 57,5 pour la France entière.
| Typologie                                               | Banteux | Nord | France entière |
| ------------------------------------------------------- | ------- | ---- | -------------- |
| Résidences principales (en %)                           | 89,5    | 90,6 | 82,1           |
| Résidences secondaires et logements occasionnels (en %) | 3,3     | 1,6  | 9,7            |
| Logements vacants (en %)                                | 7,2     | 7,8  | 8,2            |

### Voies de communication et transports
La commune est desservie par le réseau de transports urbains de la Communauté d'agglomération de Cambrai appelé TUC (Transports Urbains du Cambrésis), par la ligne 13,. La ligne S120 permet de rejoindre le collège de secteur à Gouzeaucourt.

## Histoire

### Moyen Âge
En 1839, la découverte de deux tombeaux en bord de route, ainsi que d'armes mérovingiennes, atteste l'ancienneté de l'occupation du site de Banteux.

### Temps modernes
En 1521, Banteux qui a probablement été pris par les Bourguignons, est repris par le roi de France François Ier. C'est l'époque de la fondation d'un fort et d'une maladrerie.

### Révolution française et Empire
Il faut attendre 1790 pour assister au détachement de la Picardie et au rattachement au district de Cambrai.

### Époque contemporaine
Positionné près du canal de la Picardie dès 1785 (devenu canal de Saint-Quentin) et de la route nationale menant à Péronne, puis Saint-Quentin dès 1742, le village connaît une expansion industrielle sans précédent au XIXe siècle : deux brasseries, deux sucreries, un moulin et même la prospection houillère. Largement détruit lors de la Première Guerre mondiale, le village retrouve une certaine vitalité industrielle sous l'impulsion de la famille Millet : une râperie (transformée en féculerie), un moulin (où s'est aujourd'hui installée une société de machines agricoles). Au niveau de la culture, l'endive apporte un complément de ressources à une importante partie de la population.

## Politique et administration

### Rattachements administratifs et électoraux

#### Rattachements administratifs
La commune se trouve dans l'arrondissement de Cambrai du département du Nord.
Elle faisait partie depuis 1801 du canton de Marcoing. Dans le cadre du redécoupage cantonal de 2014 en France, cette circonscription administrative territoriale a disparu, et le canton n'est plus qu'une circonscription électorale.

#### Rattachements électoraux
Pour les élections départementales, la commune fait partie depuis 2014 du canton du Cateau-Cambrésis
Pour l'élection des députés, elle fait partie de la dix-huitième circonscription du Nord.

### Intercommunalité
Banteux est  membre de la communauté d'agglomération de Cambrai, un établissement public de coopération intercommunale (EPCI) à fiscalité propre initialement créé en 1992 sous le statut de communauté de villes et auquel la commune a transféré un certain nombre de ses compétences, dans les conditions déterminées par le code général des collectivités territoriales.

### Liste des maires
Maire en 1808 : Derballe.
| Période                                  | Période                       | Identité           | Étiquette | Qualité                                          |
| ---------------------------------------- | ----------------------------- | ------------------ | --------- | ------------------------------------------------ |
| Les données manquantes sont à compléter. |                               |                    |           |                                                  |
| Maire en 1802-1803                       |                               | Jacques Beaufresne |           |                                                  |
| Maire en 1807.                           |                               | M. Leroy           |           |                                                  |
| Les données manquantes sont à compléter. |                               |                    |           |                                                  |
| 1937                                     | 1940                          | Jean Voituret      |           | Ingénieur Résistant fusillé en 1944              |
| Les données manquantes sont à compléter. |                               |                    |           |                                                  |
| 1983                                     | 2001                          | René Denimal       | SE        | Président de la CC de La Vacquerie (1993 → 2001) |
| mars 2001                                | mars 2008                     | Guy Fernez         | PS        |                                                  |
| mars 2008                                | novembre 2010                 | Émile Lefebvre     | SE        | Décédé en fonction                               |
| janvier 2011                             | En cours (au 2 décembre 2021) | Bernadette Godet   |           | Réélue pour le mandat 2014-2020,                 |

## Équipements et services publics

### Enseignement
Banteux fait partie de l'académie de Lille.

## Population et société

### Démographie

#### Évolution démographique
L'évolution du nombre d'habitants est connue à travers les recensements de la population effectués dans la commune depuis 1793. Pour les communes de moins de 10 000 habitants, une enquête de recensement portant sur toute la population est réalisée tous les cinq ans, les populations de référence des années intermédiaires étant quant à elles estimées par interpolation ou extrapolation. Pour la commune, le premier recensement exhaustif entrant dans le cadre du nouveau dispositif a été réalisé en 2008.

En 2022, la commune comptait 343 habitants, en évolution de +0,59 % par rapport à 2016 (Nord : +0,51 %, France hors Mayotte : +2,11 %).
| 1793 | 1800 | 1806 | 1821 | 1831 | 1836 | 1841 | 1846 | 1851 |
| ---- | ---- | ---- | ---- | ---- | ---- | ---- | ---- | ---- |
| 560  | 524  | 501  | 592  | 661  | 728  | 752  | 804  | 808  |

| 1856 | 1861 | 1866 | 1872 | 1876  | 1881 | 1886 | 1891 | 1896  |
| ---- | ---- | ---- | ---- | ----- | ---- | ---- | ---- | ----- |
| 867  | 880  | 920  | 959  | 1 047 | 969  | 970  | 964  | 1 013 |

| 1901 | 1906 | 1911 | 1921 | 1926 | 1931 | 1936 | 1946 | 1954 |
| ---- | ---- | ---- | ---- | ---- | ---- | ---- | ---- | ---- |
| 980  | 970  | 846  | 447  | 528  | 401  | 382  | 382  | 404  |

| 1962 | 1968 | 1975 | 1982 | 1990 | 1999 | 2006 | 2008 | 2013 |
| ---- | ---- | ---- | ---- | ---- | ---- | ---- | ---- | ---- |
| 368  | 383  | 361  | 317  | 311  | 364  | 336  | 328  | 336  |

| 2018 | 2022 | - | - | - | - | - | - | - |
| ---- | ---- | - | - | - | - | - | - | - |
| 346  | 343  | - | - | - | - | - | - | - |

#### Pyramide des âges
La population de la commune est relativement jeune.
En 2018, le taux de personnes d'un âge inférieur à 30 ans s'élève à 35,0 %, soit en dessous de la moyenne départementale (39,5 %). À l'inverse, le taux de personnes d'âge supérieur à 60 ans est de 22,3 % la même année, alors qu'il est de 22,5 % au niveau départemental.
En 2018, la commune comptait 178 hommes pour 168 femmes, soit un taux de 51,45 % d'hommes, largement supérieur au taux départemental (48,23 %).
Les pyramides des âges de la commune et du département s'établissent comme suit.
| Hommes | Classe d’âge | Femmes |
| ------ | ------------ | ------ |
| 1,1    | 90 ou +      | 0,6    |
| 6,7    | 75-89 ans    | 7,7    |
| 11,8   | 60-74 ans    | 16,7   |
| 27,0   | 45-59 ans    | 23,2   |
| 16,9   | 30-44 ans    | 18,5   |
| 13,5   | 15-29 ans    | 14,9   |
| 23,0   | 0-14 ans     | 18,5   |

| Hommes | Classe d’âge | Femmes |
| ------ | ------------ | ------ |
| 0,5    | 90 ou +      | 1,4    |
| 5,3    | 75-89 ans    | 8,1    |
| 14,8   | 60-74 ans    | 16,2   |
| 19,1   | 45-59 ans    | 18,4   |
| 19,5   | 30-44 ans    | 18,7   |
| 20,7   | 15-29 ans    | 19,1   |
| 20,2   | 0-14 ans     | 18     |

## Culture locale  et patrimoine

### Lieux et monuments

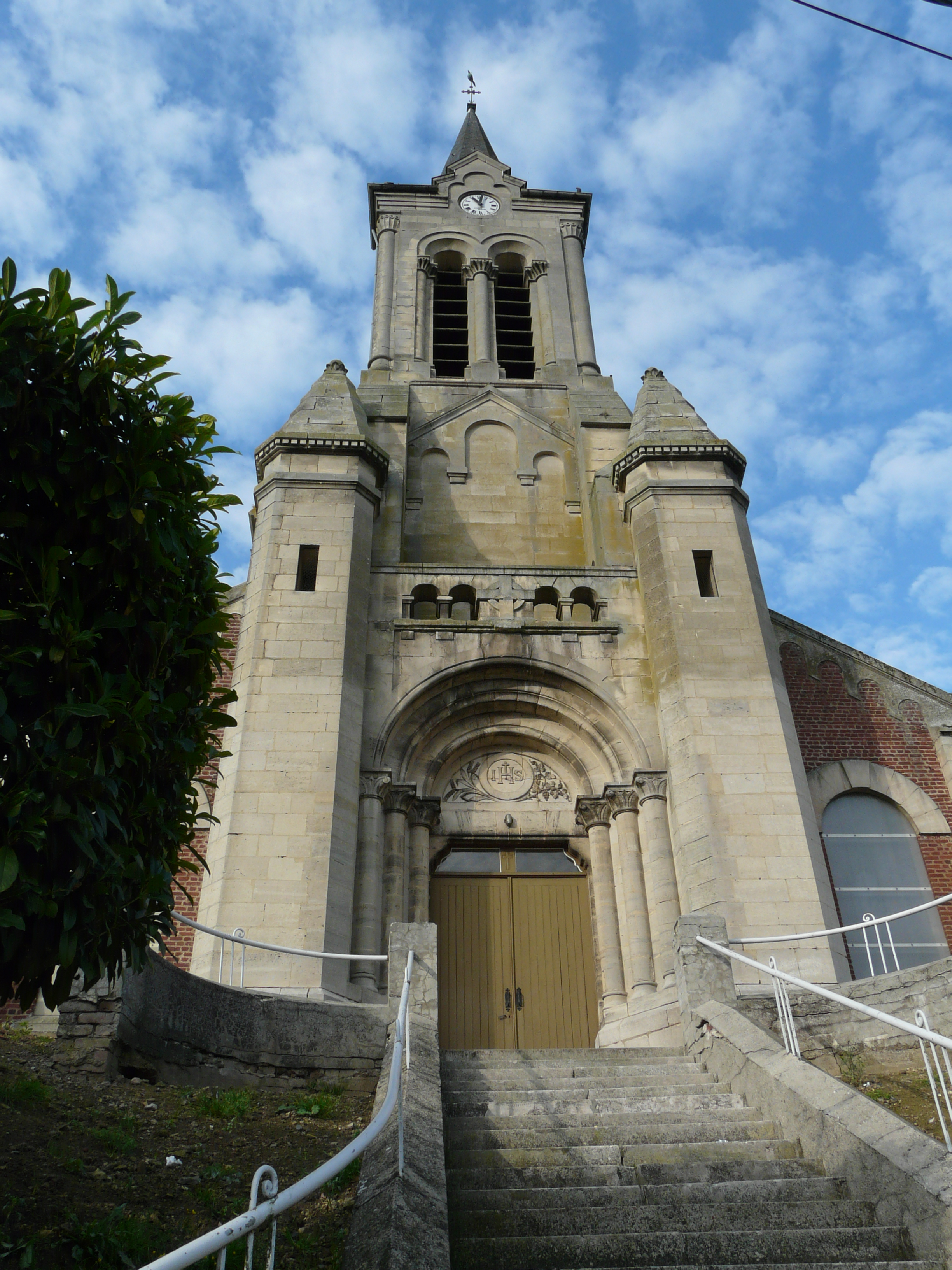
L'église
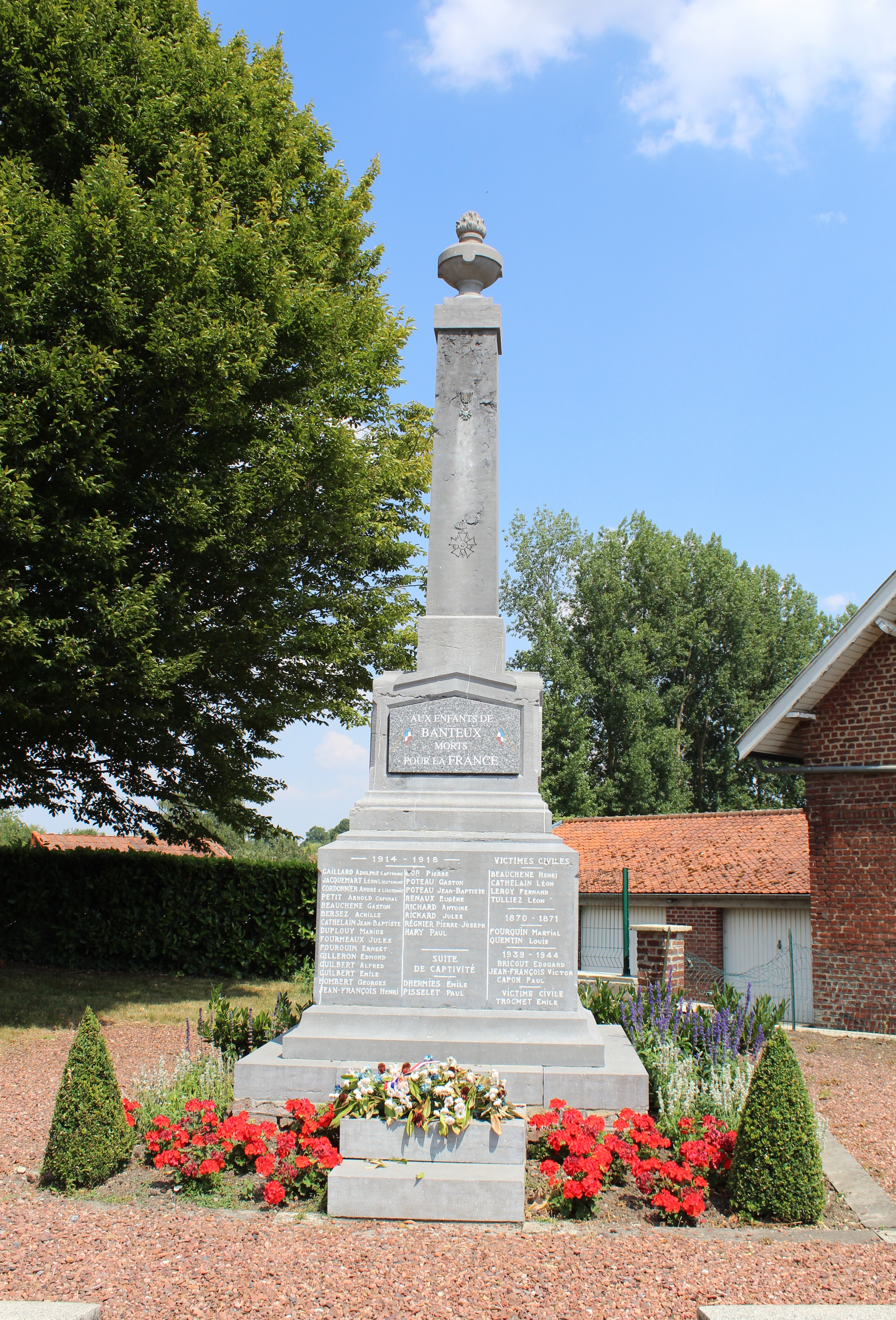
Le monument aux Morts.

### Personnalités liées à la commune
Le nom de certains seigneurs du lieu nous est parvenu[réf. nécessaire] : 
- En 1185, Isabelle de Hainaut apporte Banteux (dans la province du Vermandois) en dot à son époux Philippe Auguste, roi de France.
- Au XIIIe siècle, Banteux entre définitivement dans le patrimoine des châtelains d'Honnecourt de la famille de Thourotte.

### Héraldique
|  | Les armes de Banteux se blasonnent ainsi : « D'or à un loup passant d'azur. » |

## Pour approfondir